# 王德瑄
王德瑄（1899年—1946年）号松如，原名宣，字卓哉。是曾国蕙的曾孙，王湘先的三子。

## 生卒
生于1899（光绪二十五）年，卒于1946。

## 生平
王松如(王德瑄)为民国医家，天资颖异，遍览群书，早年在长沙宁乡一带行医，1926 遨游。1927年和哥哥、妹妹一起移居北京后，就在北京悬壶。平素好学深思，博极群书。他的收入大多用在购书上，私拥医书四千多种。数十年的刻苦专研，凝聚成在临床上的造诣。1933年北京疫病流行，急病危证四起，德瑄专心于对温病一门的深讨，颇有心得。他认为温病起源虽早， 但对它的各种理论过于庞杂和混淆。他把各家之说整理规正，编辑成书，取名《温病正宗》。 1935年任湖南国医专科学校教授。去世前在衡阳行医。

## 著作
除了《温病正宗》，所著《恬澹斋医学丛书》，皆为其任湖南国医专科学校教授时所撰。另有著作：
《烂喉丹砂治验录》，《历代名医事略考》，《医书分类提要》，《医学指津》，《脉理启微》，《药物运用表》，《伤寒论之我见》，《疫症论治》，《恬澹斋医话》，《医案拾馀》，《救急备用方》。

## 亲属
祖父王興䪧，为曾国蕙与王待聘的幼子，排老三，官名树圻，号淑琴，字德濨，行金七，生于1850年7月初六。曾任海南琼州澄邁县当知县，监生加同知衔，官至五品。1884年死在位上，葬在澄迈县的都乐山。
祖母是衡阳十七都刘永道次女刘氏，生于道光二十九年（1851年10月十九）。卒于1899年（光绪25年）。死后被诰封宜人，与夫同葬。
父亲王缃先为王興䪧的长子，册名元，字懷北，号湘生，别号湘三，行庭三，1870年生。考上国子监后，因家庭贫困，放弃深造，毕生抚养培育两个弟弟和四个子女。1905年积劳成疾而离世。死后葬回海南，与父母同葬。
母亲曾氏为国子监曾相臣家三小姐。1866年生，1951年卒。。
妻子邹建瓜原是大户人家的小姐，不谙家务。1903年生，1966年4月卒，
哥哥王德光1890-1950
二弟王德紟1892-1913
妹妹王德犹生卒年份不详
育三子二女：长子崇立，次子崇峻，幼子崇高，长女崇文，幼女崇藝